# 艾杜氏盲鬍鯰
艾杜氏盲鬍鯰，為輻鰭魚綱鯰形目塘虱魚科的其中一種，分布於亞洲印度Kerala淡水流域，體長可達38公釐，棲息在底層水域，生活習性不明。